# Fordham (Norfolk)
Fordham è un villaggio e parrocchia civile dell'Inghilterra, appartenente alla contea del Norfolk.